# Eisenbahnunfall von Howden
Beim Eisenbahnunfall von Howden am 7. August 1840 in Yorkshire löste sich in einem gemischten Zug Ladegut und brachte den Zug zum Entgleisen. Vier Menschen starben. Der Unfall war weltweit der erste, der von einer Eisenbahnaufsichtsbehörde untersucht wurde.

## Umstände
Der Zug war auf der Hull and Selby Railway zwischen Leeds und Hull unterwegs. Hinter der Lokomotive folgte ein Flachwagen, anschließend sechs Reisezugwagen. Lediglich in dem letzten der Wagen saßen einige Fahrgäste. Auf dem Güterwagen wurde ein 2,5 Tonnen schweres gusseisernes Bauteil transportiert. Dieses war in seinen Abmessungen sogar länger als der es transportierende Wagen.

## Unfallhergang
1200 Meter vor dem Bahnhof Howden rutschte das gusseiserne Bauteil von dem Güterwagen, fiel ins Gleisbett und brachte die dem Güterwagen folgenden fünf Reisezugwagen zum Entgleisen. Der erste dieser Wagen und ein weiterer wurden vollständig zertrümmert. In diesem ersten Wagen sowie dem folgenden befanden sich keine Reisenden.

## Folgen
Vier Reisende wurden so schwer verletzt, dass sie noch an der Unfallstelle oder später starben. Insgesamt reisten in dem Zug nur wenige Menschen, sonst hätten die Opferzahlen weit höher gelegen.

## Untersuchung
Der Unfall war der erste, der durch die im gleichen Jahr neu gegründete Eisenbahnaufsichtsbehörde (Her Majesty's Railway Inspectorate) untersucht wurde. Da diese Behörde die erste ihrer Art weltweit war, war dieser Eisenbahnunfall zugleich weltweit der erste, der von einer Eisenbahnaufsichtsbehörde analysiert wurde.
Diese kam zu dem Ergebnis, dass das gusseiserne Bauteil entweder gar nicht oder aber unzureichend (die Zeugen waren sich in diesem Punkt nicht einig) auf dem Flachwagen befestigt war, jedenfalls nicht in ausreichender Weise, um bei den durch die Eisenbahnfahrt verursachten Erschütterungen des Fahrzeugs in der ursprünglichen Position liegen zu bleiben. Der Bericht kommt deshalb zu dem Schluss, dass Fahrlässigkeit vorgelegen habe. Er beanstandet weiter, dass der verwendete Flachwagen keine nennenswerten Seitenwände aufgewiesen habe, die das Werkstück zusätzlich vor einem Abrutschen hätten schützen können. Abschließend empfahl er, künftig nur noch entsprechende Wagen einzusetzen und sicherzustellen, dass die Ladung eines Zuges vor dessen Abfahrt auf transportfeste Befestigung hin durch einen Wagenmeister überprüft werden sollte.
Der Unfall erschütterte auch die öffentliche Meinung, da für das Publikum zunächst die Möglichkeit einer neuen, schnellen Art sich fortzubewegen im Vordergrund stand, die damit verbundenen Gefahren aber erst durch derartige Unfälle schockartig ins öffentliche Bewusstsein gelangten.
Der Unfall ist weiter deshalb von Bedeutung, weil er auf die Sicherheitsproblematik von Güterzügen mit Personenbeförderung aufmerksam machte. Es sollten aber erst noch weitere Unfälle geschehen, bevor diese Art von Zügen wenigstens von den Hauptstrecken verbannt wurde.